# Villa rustica (Köln-Müngersdorf)

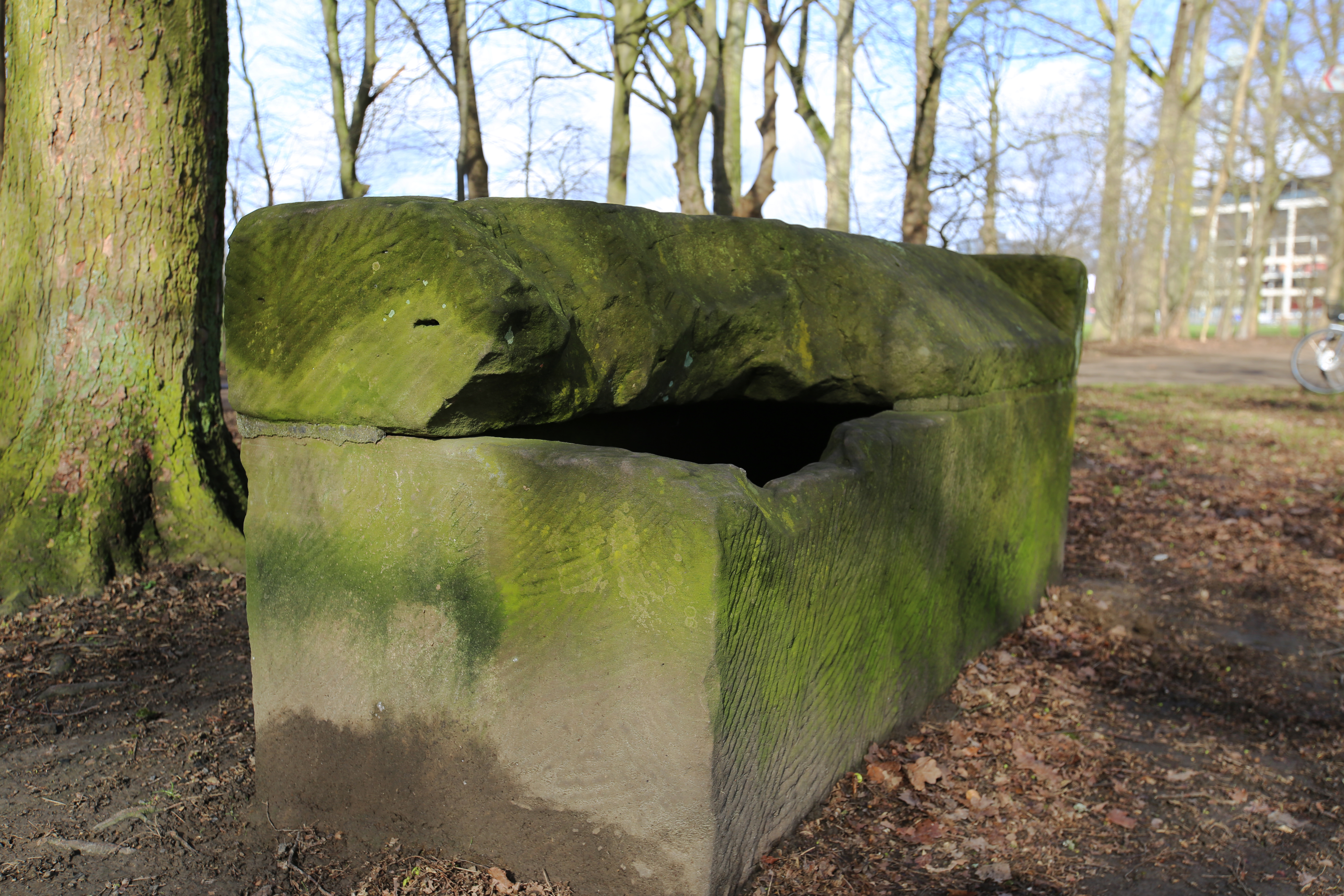
Köln-Müngersdorf, spätrömischer Sarkophag B. Aufgestellt am Adenauerweiher

Die Villa rustica von Köln-Müngersdorf war ein römischer Gutshof im Kölner Stadtteil Müngersdorf, dessen Baureste bei einer Ausgrabung in den 1920er Jahren archäologisch untersucht wurden. Der Standort der Villa rustica liegt etwa 5,2 Kilometer vom westlichen Stadttor der antiken Colonia Claudia Ara Agrippinensium entfernt in der Nähe des heutigen Rheinenergiestadions.

## Forschungsgeschichte
Im Jahr 1926 war südlich der Hauptkampfbahn im Sportpark Müngersdorf, dem späteren Müngersdorfer Stadion, auf dem Terrain namens Auf der alten Steinrutsch die Errichtung einer Spiel- und Aufmarschwiese, der sogenannten „Jahnwiese“, geplant. Dabei sollte der Boden tiefgründig ausgeschachtet werden. Durch die anstehenden Bauarbeiten war eine bekannte, dort liegende römische Trümmerstelle akut von der Zerstörung bedroht. Daher fand ab März 1926 die Ausgrabung unter der Leitung von Fritz Fremersdorf statt. Dieser schrieb später in seinem Bericht, er habe „in aller Eile die Vorbereitung für eine eingehende wissenschaftliche Untersuchung treffen“ müssen, „um den Planierungsarbeiten zuvorzukommen“. Für die Grabungen gab Oberbürgermeister Konrad Adenauer einen „Sonderkredit“, und die Stadt schickte zudem 30 arbeitslose Männer zum Ausschachten. Da die Baufirma, die die Jahnwiese herrichten sollte, in Konkurs ging, bekamen die Archäologen drei Wochen mehr Zeit als geplant für ihre Arbeiten, die bis kurz vor Weihnachten 1926 durchgeführt wurden.
1933 wurden die Ergebnisse monographisch vorgelegt. Die Funde werden im Römisch-Germanischen Museum Köln aufbewahrt.
Eine besondere Bedeutung der Ausgrabung liegt darin, dass im Gelände großflächige Suchschnitte angelegt wurden. Auf diese Weise wurden nicht nur das Haupthaus, sondern auch elf Nebengebäude, mehrere Brunnen, ein Teil der Hofeinfassung, ein Brandgräberfeld und eine Grabgruppe mit sechs Sarkophagen gefunden. Zudem stieß man auf vorgeschichtliche, darunter auch steinzeitliche Artefakte in Form von Feuerstein- und Keramikresten.

## Bebauung

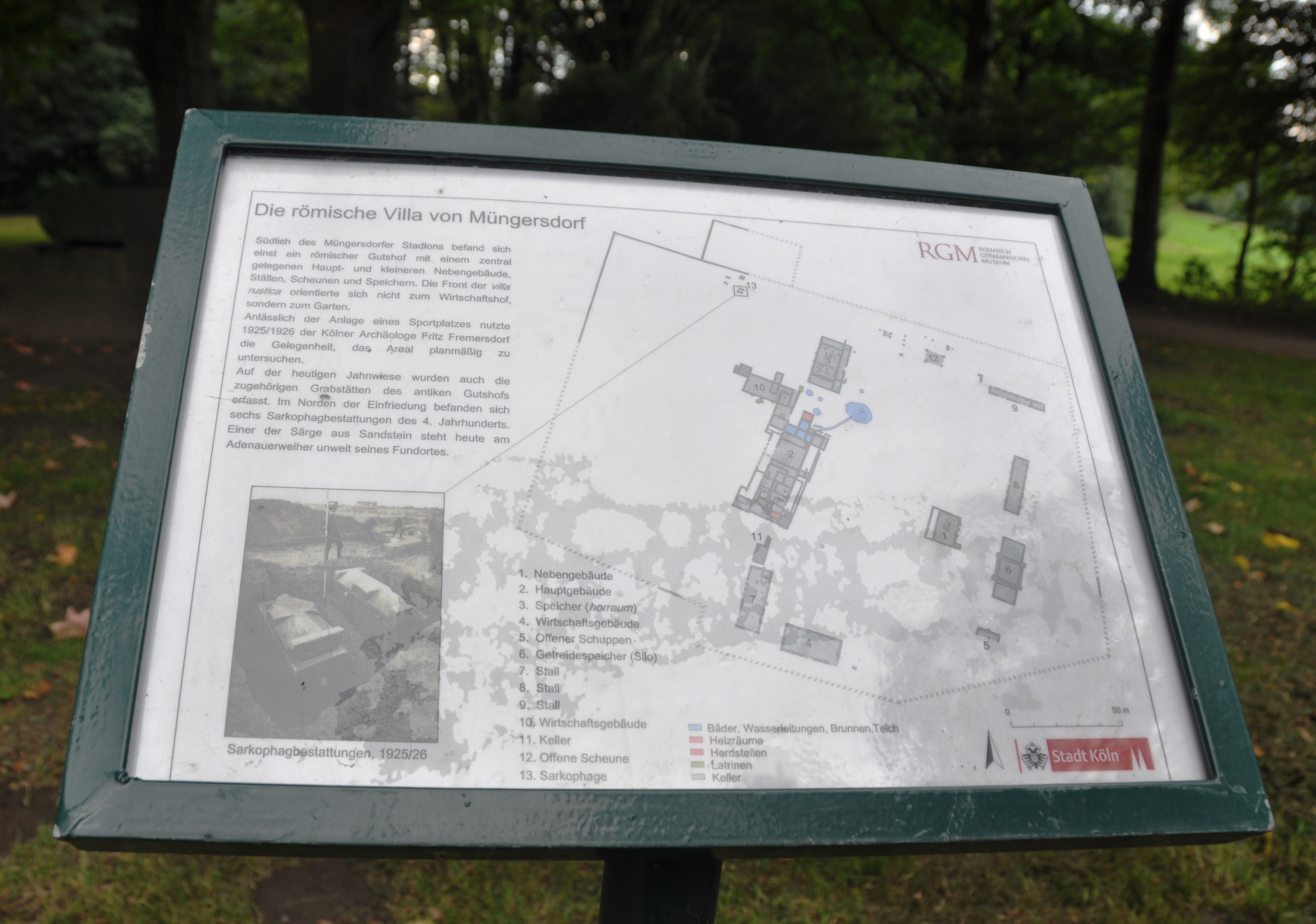
Lagetafel der Ausgrabungen am Adenauer-Weiher

Die Gebäude entstanden vermutlich um 50 n. Chr. auf den Resten eines bäuerlichen Fachwerkhauses aus der Ubierzeit. Über den Bauherrn und seine Herkunft ist nichts bekannt.
Das Hauptgebäude (Bau II) ist eine Portikusvilla mit Eckrisaliten und einem großen zentralen Wirtschaftsraum, für die der Ausgräber sechs Bauphasen rekonstruierte. Die Villa hatte einen mittels einer Hypokaustenanlage beheizten Wohnraum, ein Bad und Abortanlagen sowie einen Steinkeller. Das Dach war mit Ziegeln gedeckt, die Außenwand rot verputzt. Auf dem Gelände wurden Teile von Säulen und Kapitellen gefunden, die als Teile der Architektur angesehen werden.
Von der Innenausstattung sind Fragmente von aufwendigen Malereien aus Raum 16 besonders erwähnenswert. Aus dem Bereich des Grundstückes stammen Stücke von Wandverkleidungen aus Marmor; von zerstörten Mosaiken sind nur einzelne Steinchen erhalten. In Brunnen 7 wurde ein Stück Fensterglas geborgen.
Das kleinere Gebäude I wird als Gesindewohnhaus interpretiert, obwohl in der Materialvorlage die Ähnlichkeit mit einer (kleinen) Portikusvilla mit großer zentraler Halle (Typus Stahl) herausgestellt wird.
Weitere Gebäude sind offenbar Scheunen und Ställe. Südlich des Haupthauses wurde noch ein weiterer Keller gefunden.

## Wirtschaft, Infrastruktur und Grundstücksbegrenzung
Der Gutshof gehört zu den zahlreichen landwirtschaftlichen Betrieben des Kölner Umlands in römischer Zeit. Der Hof war gut an das Straßennetz angebunden: Die jetzige Aachener Straße entspricht der als Via Belgica bezeichneten Fernstraße von Köln über Jülich und Maastricht nach Boulogne-sur-Mer. Sie verläuft nur etwa 700 Meter nördlich des Hofs.
Auf zusätzliche wirtschaftliche Aktivitäten deuten etwa ein kleiner Amboss aus Bau II oder die an verschiedenen Stellen gefundenen Webgewichte zur Textilverarbeitung hin.
Zur Wasserversorgung der Villa wurden Brunnen gegraben, insgesamt fanden sich sieben. Aus den Brunnen stammen zahlreiche Fundstücke, neben Architekturteilen auch Keramik, weitere Kleinfunde und tierische Überreste. Zu den Knochen gehören solche von Haustieren, die Einblicke in die Viehhaltung auf einer solchen Anlage ermöglichen. Darunter sind Teile von Pferd, Rind, Schwein, Schaf, Gans und Huhn. Ebenso wurden Reste mehrerer Hunde bestimmt, darunter neben großen Hofhunden ein sehr kleines Tier von der Größe eines Pinschers. Die Hauskatze wurde anhand der Knochenfunde von Müngersdorf erstmals für das römische Germanien nachgewiesen.
Auf importierte Luxusspeisen deuten Austernschalen hin, Wein wurde in Amphoren eingeführt.
Das Wasser des Bades wurde durch einen 16 Meter langen gemauerten Kanal entsorgt, der in einen Teich mündete. Zur Abfallentsorgung gab es im Bereich der Hofanlage einige Mulden.

## Religiöse Zeugnisse
Im Bereich des Hofes wurden eine Weihinschrift für Jupiter, Juno und weitere Götter sowie das Fragment eines Matronenaltars geborgen. Sie bezeugen, dass in der Villa römische sowie einheimische gallo-römische Gottheiten verehrt wurden.
In zwei Gräbern des 4. Jahrhunderts fanden sich Silberlöffel mit einer christlich zu interpretierenden Inschrift (s. U.). Fremersdorf sah darin eine Vermischung von Christlichem und der traditionellen, heidnisch geprägten Beigabensitte in der Zeit des Übergangs vom Heidentum zum Christentum.

## Gräber
Zu dem Gutshof gehören sowohl früh-mittelkaiserzeitliche Brandgräber wie auch spätantike Körperbestattungen. Die Gräber fanden sich an unterschiedlichen Stellen. Es ist nicht ungewöhnlich, dass bei römischen Villen im Rheinland mehr als eine Grabgruppe angelegt wurde.

### Brandbestattungen
Die Gräber 48 und 49 lagen je einzeln nördlich der Bauten XII und IX. Im Nordosten, offenbar schon außerhalb des umfriedeten Hofareals, befand sich ein größeres Brandgräberfeld. Zusätzlich wurde dort bei Grab 41 eine Körperbestattung angetroffen. Südlich dieser größeren Gruppe wurden noch die Gräber 50 und 52 gefunden. Die ältesten Brandbestattungen datiert Fremersdorf um die Mitte des 1. nachchristlichen Jahrhunderts, die jüngsten in die Zeit um 200. Insgesamt wurden 61 Brandgräber dokumentiert. Bei einigen Grabgruben waren die Wände durch die Einwirkung des darüber brennenden Scheiterhaufens verziegelt, es handelt sich daher um Busta. Auch Urnenbestattungen sind nachgewiesen, bei denen die Verbrennung an anderer Stelle erfolgte und der Leichenbrand aufgelesen und in einem eigenen Behälter beigesetzt wurde.
Kulturgeschichtlich interessant sind etwa die Verwendung von Urnen mit einem Seelenloch in Grab 14, Grab 22 oder Grab 40 sowie Schädelknochen eines Zwerghundes aus Grab 2.

### Spätrömische Körpergräber
Nordöstlich der Bauten und noch innerhalb der Hofeinfriedung liegt eine Gruppe von sechs Sarkophagen (Gräber A–F). Die Steinsärge selbst sind alt beraubt, außerhalb der Särge B–F fanden sich aber jeweils noch zahlreiche Grabbeigaben.
Für Grab B wie auch für Grab C ist die Mitgabe von Bronzegeschirr erwähnenswert, ein Becken in Grab B bzw. ein Becken, eine Schüssel und eine Kanne in Grab C. Zu Grab C gehören beispielsweise ferner noch ein hölzerner Eimer sowie mindestens 17 Glasgefäße. Das qualitätvollste Stück ist eine Schale mit geschliffener und gravierter Darstellung einer Hasenjagd. In einer Glasflasche waren die Schädel von sieben Feldspitzmäusen und zwei Feldmäusen aufbewahrt. Ein Silberlöffel trägt die christlich zu interpretierende Inschrift DEO GRATIAS. Es ist jedoch ein Alltagsgegenstand, der nicht in einer liturgischen Verwendung zu sehen ist.
Ein weiterer, fast identischer Löffel mit gleicher Inschrift gehörte zur Ausstattung von Grab D. Bei dieser Bestattung fand sich außerdem eine Münze des Kaisers Valens.
Den Gräbern E und F wurde ebenfalls Geschirr beigegeben. Der Fund von Hühnerknochen in einem Teller von Grab E und in einer Glasschüssel in Grab F oder Spuren einer eingetrockneten Flüssigkeit in einer Flasche aus Grab E zeigen, dass die meisten Gefäße wohl in einer konkreten Funktion mit Inhalt ins Grab gestellt worden sind.
Nach den Beigaben datieren die Sarkophage ins 4. Jahrhundert. Die im Bereich des Brandgräberfeldes gefundene Körperbestattung ist mangels Beigaben nicht zeitlich einzuordnen, dies gilt auch für ein weiteres, unmittelbar beim Hauptgebäude gefundenes Skelett.

## Lokalgeschichtliche Rezeption
Westlich der Fundstelle der Villa erhielt eine Straße den Namen Am Römerhof. Am Adenauer-Weiher befindet sich eine Informationstafel. Einer der sechs gefundenen Sarkophage wurde an der Westseite des Weihers aufgestellt.

„Grabräuber, die ihn mit Gewalt öffneten, fügten ihm eine schmerzhafte Wunde zu, indem sie eine Ecke seines Deckels abschlugen. Es ist fast, als habe der Sarg sein Maul zu einer Klage geöffnet, weil er von den vielen Menschen, die täglich an ihm vorbeigehen, nicht beachtet wird. Er glaubt sicher, als letzter Zeuge des römischen Gutshofes habe er einen würdigeren Standort verdient. Vielleicht ist er auch schon mit einer Gedenktafel zufrieden, die den Vorübergehenden darauf hinweist, daß er bei seinem ehrwürdigen Alter von fast 2000 Jahren nicht als antiker Abfalltrog dienen möchte.“

## Fränkisches Gräberfeld
Nur etwas über 50 Meter nördlich der Hofumfriedung liegt ein merowingerzeitliches Reihengräberfeld. Da sich Fragmente der spätrömischen Sarkophage in diesen fränkischen Bestattungen gefunden haben, wurden sie bereits im frühen Mittelalter beraubt.